# Emalje (glasmateriale)
|  | For emalje på tænder se Tandemalje |
Emalje er et hårdt, tyndt, glasagtigt materiale. Ordet bruges både om gennemsigtig, hvid eller gennemfarvet glasemalje, der anvendes som dekoration og beskyttende overfladebelægning på metalgenstande, og om tandemalje, den hårde, hvide belægning på menneskers og dyrs tænder.
Emalje er en hård, glat og tynd glasmasse (glasflus) eller glasur med eller uden farve som bruges til at pynte, forstærke eller beskytte overfladen på genstande af metal, glas og porcelæn. Emaljering, det vil sige teknikken at dekorere eller overtrække ting med emalje, indebærer flere metoder for at påføre et underlag emaljepulver og så smelte det fast. Emaljepulveret laves af glasstøv, smeltestoffer, særlig blyoxid, og metaloxider som giver forskellige farver, eventuelt de blå farvestoffer zaffer eller smalte.
Ordet emalje kan også bruges om metalgenstande som er udsmykket med emaljedekoration og -belægning. En person som arbeider i emalje, kan kaldes for emaljør.
Celleemalje (fr. émail cloisonné, aflukke) er en emaljeteknik hvor emalje i forskellige farver lægges i rummene eller cellerne mellem tynde metalbånd som er loddet fast som skillevægge på et metalunderlag.
Grubeemalje (fr. émail champlevé, 'et fjernet felt') er en teknik hvor emaljen fyldes i udhulede fordybninger eller gruber i metallet.

## Produkter med Emalje
- køkkenudstyr

- Principperne ved celle- og grubeemalje
- Celleemalje
(fr. émail cloisonné)
- Grubeemalje
 (émail champlevé)